# Reni Takagi

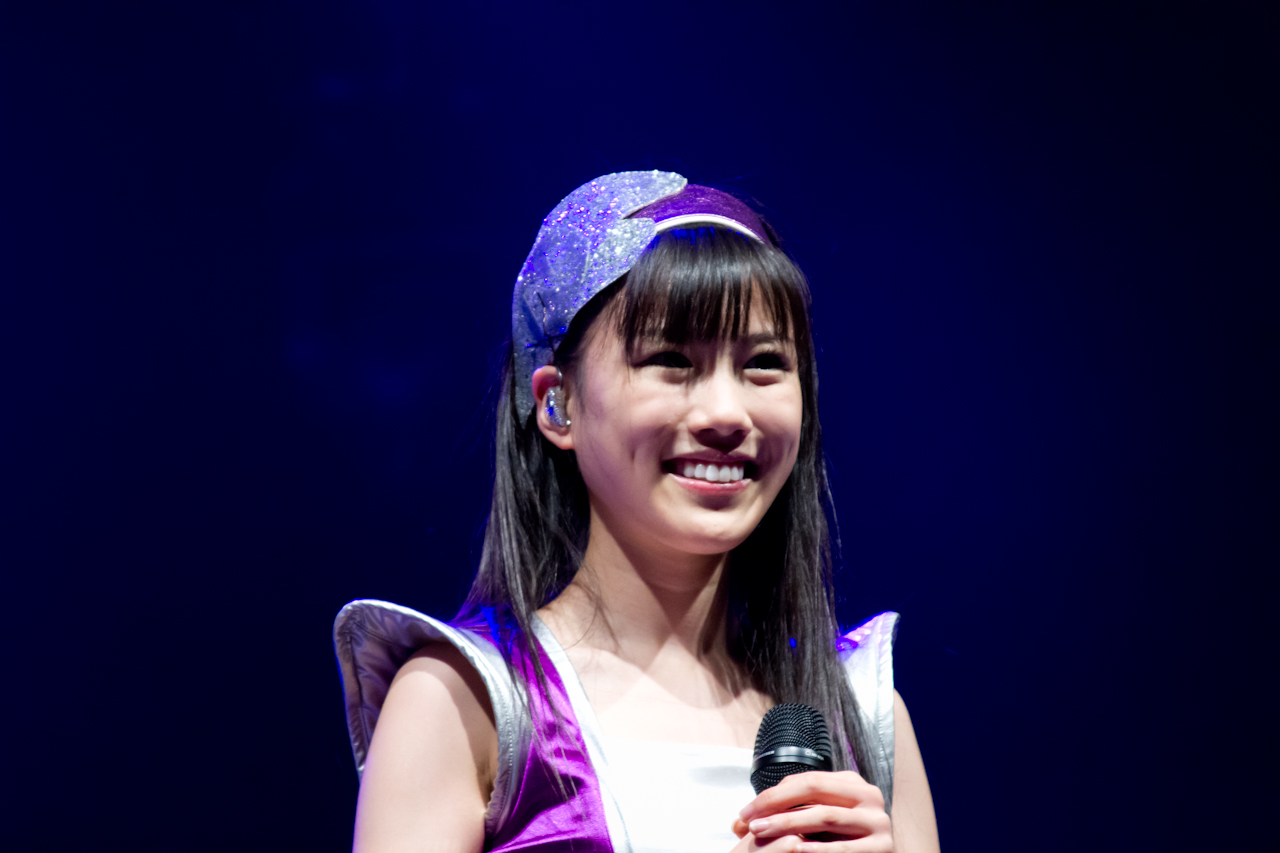
Reni Takagi.

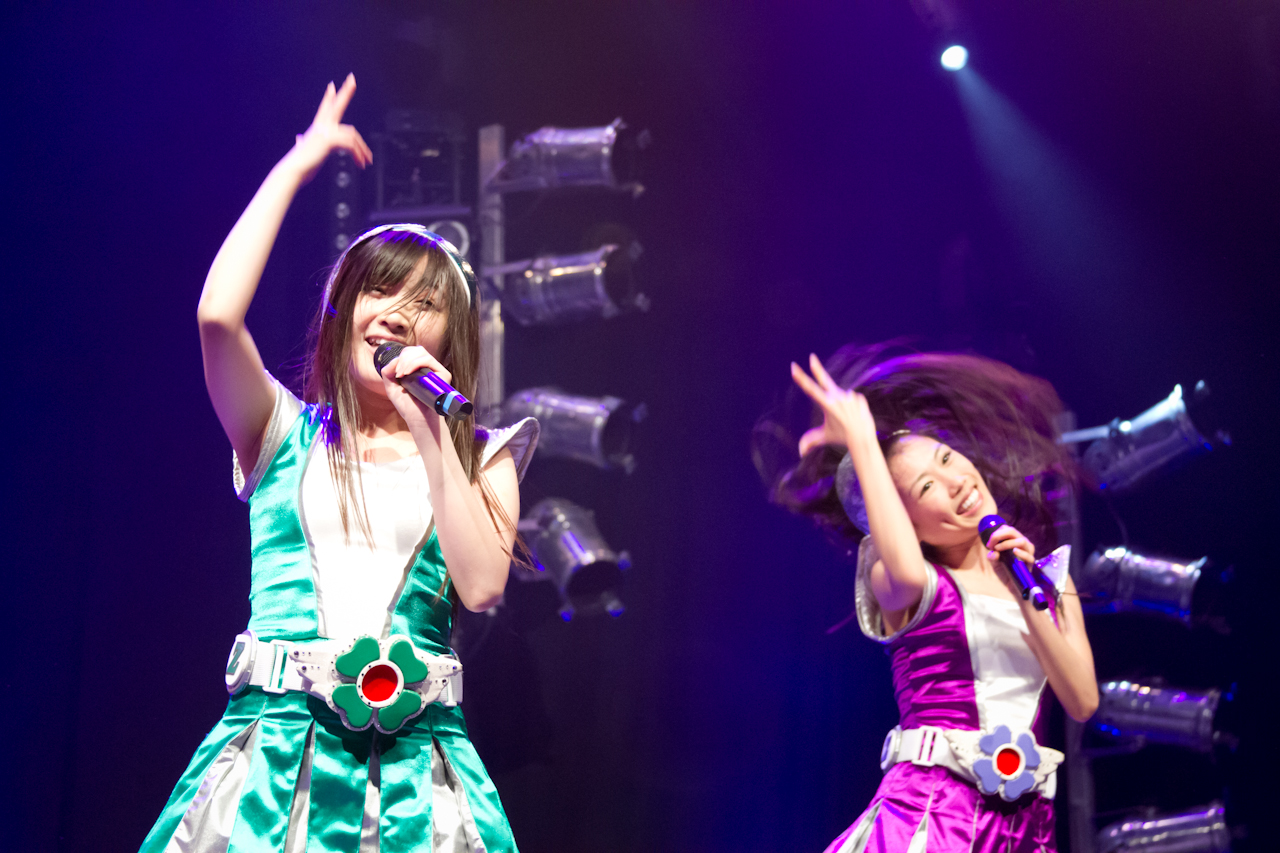
Japan Expo.

Reni Takagi (高城 れに Takagi Reni?,  Prefectura de Kanagawa, Japón, 21 de junio de 1993) es una idol y actriz japonesa. Takagi es actualmente miembro del grupo de pop femenino Momoiro Clover Z, grupo en el cual solía ser la líder y su color distintivo es el púrpura. En abril de 2012, Takagi se convirtió en DJ de su propio programa de radio, titulado Takagi Reni no King of Rock.

## Biografía
En noviembre de 2012, Momoiro Clover Z fue invitado al Kōhaku Uta Gassen, un festival de música anual celebrado en la víspera de Año Nuevo y transmitido por NHK. Participar en el festival había sido el mayor sueño de las integrantes de Momoiro Clover aun cuando su exmiembro, Akari Hayami, todavía estaba en la banda. Hayami felicitó a sus excompañeras en su blog y expresó su deseo de aparecer en Kōhaku junto a ellas. En homenaje a Hayami, Momoiro Clover Z interpretó la canción Ikuze! Kaitō Shōjo con la versión que incluyó su nombre.

## Filmografía

### Películas
- Shirome (2010)
- The Citizen Police 69 (2011)
- Akuma-chan: The Movie (2014)
- Maku ga Agaru (2015)[7]
- Dragon Ball Z: Fukkatsu no F como voz de las Hadas (2015)

### Televisión
- Nippon Kikou (2004)
- Tokyo Shoujo (2008)
- SHIBUYA DEEP A (2011)
- Jonetsu Tairiku (2012)
- Hajimete no Otsukai (2013)
- Momoclo-chan (2013)
- Tetsuko's Room (2013)
- Tenshi to janpu (2013)
- Denshichi Torimonocho (2016)

### Radio
- Myu 〜 Komi + Plus (2011-12)

### Videos musicales
- Little by Little – "Pray" (2008)
- Bourbonz – "Autumn" (2008)
- Bourbonz – "Yukiguni" (2008)
- Bourbonz – "Kizuna" (2009)
- STEREO PONY - Sayonara no Kisetsu (2013)